# Преус, Мор
Мор Преус (Пройс, венг. Preusz Mór; 14 февраля 1883, Ужгород — лето 1944, Германия) — венгерский профсоюзный и политический деятель из Закарпатья. Печатник, секретарь профсоюза, директор фабрики, один из руководителей Будапештского рабочего совета.

## Биография
Его матерью была Роза Нойманн. Учился полиграфии в Унгваре (Ужгороде). В молодости странствовал по Австрии и Германии, затем в 1905 году вернулся домой. Обосновавшись в Кашше (Кошице), стал одним из основателей газеты A Kassai Munkás («Кошицкий рабочий») и лидеров местного социал-демократического движения.
Состоял в Социал-демократической партии Венгрии, с 1909 до 1920 года в Будапеште был одним из редакторов газеты типографского профсоюза Typographia. С ноября 1918 по 21 марта 1919 года был членом совета директоров Национального фонда страхования рабочих и одним из председателей Будапештского рабочего совета. Участвовал в провозглашении Венгерской советской республики 21 марта 1919 года, когда торжественно выступал наряду с Дежё Боканьи, Жигмондом Кунфи, Енё Ландлером. В первые недели ВСР он вместе с Шандором Винце и Ласло Дьенешом был членом руководившей столицей директории. 14 апреля 1919 года выступил с речью о «переходе в руки пролетариата» роскошных парков острова Маргит.
Но вскоре из-за конфликта с коммунистами он ушёл с поста городского наркома и вернулся в редакцию газеты профсоюза печатников. В то же время он оставался членом Центрального исполнительного комитета и вместе с Гезой Лунгом стал сопредседателем Национального союза городских служащих. После падения коммуны эмигрировал, с апреля 1920 года находился в Вене. После его отъезда его, как и других революционеров, заочно преследовали как мятежника.
В итоге Преус вернулся в свой родной город (перешедший по Трианонскому договору под власть Чехословакии), где стать руководить коробочной фабрикой (по другим данным, типографией). В 1938—1939 годах хортистская Венгрия вновь заняла Подкарпатскую Русь (Закарпатье), и Преус был арестован за свою роль в Советской республике и приговорён к 1 году лишения свободы. Хотя в 1919 году он уже был вне конфессии, в 1944 году его как еврея депортировали из Ужгорода и отправили в немецкий нацистский концлагерь, из которого он не вернулся.

## Сочинения
- Két irány - egy cél (1917)[2]
- Nyomdász Évkönyv és Uti Kalauz az 1913. évre (Budapest, Magyarországi Könyvnyomdászok és Betűöntők Szakegyesülete, 1913)[3]
- A nagy fejedelem (cikk, Kassai Munkás, 1907)